# Iris tingitana
Iris tingitana (també coneguda com a lliri del Marroc, o lliri de Tangeria, o lliri de Tànger) és una espècie del gènere Iris dins del subgènere Xiphium.

## Descripció
El bulb d'uns 4 cm de diàmetre és de color vermell-marró amb vetes. Són els bulbs més grans del subgènere Iris subg. Xiphium. Als EUA, es recomana als productors de flors la utilització de bulbs d'11 cm de circumferència.
Té flors de diversos tons de blau. Té vetes de color blau pàl·lid a les flors i generalment té entre una i dues flors per tija. Les tiges estan amagades per dues fulles acanalades. Floreix entre febrer i maig. La planta pot créixer fins a una alçada màxima de 60 centímetres i les seves fulles apareixen a la tardor.
L'iriskumaonina (C18H24O7) es troba dins dels bulbs d'Iris tingitana, així com d' Iris germanica i Iris kemaonensis.

## Taxonomia
El nom deriva de «tingitana», de la paraula grega que significa «de Tànger». Sovint s'anomena erròniament "Iris espanyol". L'Iris espanyol és Iris xiphium.
Va ser publicat i descrit per primera vegada per Pierre Edmond Boissier i George François Reuter a 'Pugillus Plantarum Novarum Africae Borealis Hispaniaeque Australis' (Pugill. Pl. Afr. Bor. Hispan.) Vol. 113 el gener de 1852. Després va ser il·lustrat a la revista botànica Curtis's, Tab. 6775, l'1 de setembre de 1884. Va ser verificat pel Departament d'Agricultura dels Estats Units i el Servei de Recerca Agrícola el 4 d'abril de 2003 i actualitzat el 14 d'abril de 2009. L'Iris tingitana apareix a la llista del RHS Plant Finder.

## Distribució i hàbitat
És originari d'Àfrica. Es troba al Marroc i Algèria. També es troba al nord d'Àfrica, Espanya i Portugal. El 2014, es va començar a fer rar al Marroc.

## Cultiu
És molt susceptible al virus del mosaic de l'iris. Es pot propagar per bulbs, d'un a quatre bulbs petits que creixen al costat del bulb principal i que després es poden treure i plantar perquè creixin i formin un nou bulb.
Té la reputació de ser una espècie difícil de cultivar al Regne Unit. Fins i tot als Estats Units, el seu cultiu està restringit a climes suaus com el sud de Califòrnia. A causa de la resistència limitada de l'espècie, és millor cultivar-la en un marc de bulbs o en una vora seca i després recollir-la i emmagatzemar-la com les dàlies. Es pot cultivar en cossiols per a exhibicions interiors o exteriors.
Els cultivars coneguts inclouen: Iris tingitana 'Paris' (grans flors de color blau violeta fosc).